# YCbCr

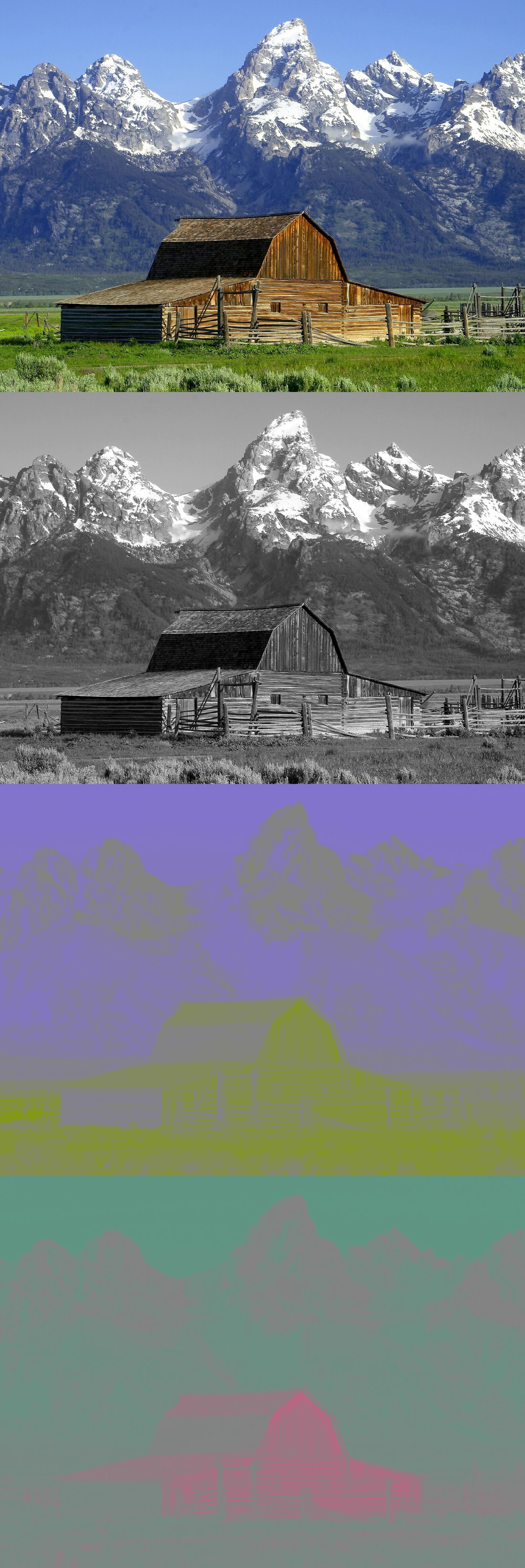
Un'immagine a colori e i suoi componenti Y, Cb e Cr. Si osservi come il segnale Y sia essenzialmente una copia in scala di grigi dell'immagine originale; la neve bianca appare come un valore intermedio nei canali Cr e Cb; la finestra marrone è di debole intensità nel canale Cb e forte nel Cr; l'erba verde ha bassi valori sia nei canali Cb che Cr e il cielo blu ha un livello elevato nel canale Cb e basso nel Cr.

In elettronica il termine YCbCr o Y'CbCr indica una famiglia di spazi colore usata nei sistemi video a componenti e di fotografia digitale. Y è il componente di luma, Y' è il componente di luminanza (ottenuta dal luma mediante correzione di gamma) mentre Cb e Cr indicano i componenti di crominanza (cioè la differenza dal verde nel campo del blu e del rosso, rispettivamente). Lo Y'CbCr è talvolta confuso con lo spazio colore YUV, e gli stessi termini YCbCr e YUV sono a volte usati come sinonimi, dando origine a un po' di confusione. Quando ci si riferisce a segnali di tipo video o in forma digitale, "YUV" significa probabilmente "Y'CbCr" nella maggior parte dei casi.
Nel caso di video a componenti analogico, l'Y'CbCr è spesso chiamato YPbPr, anche se il termine Y'CbCr viene comunemente usato per entrambi i sistemi, con o senza il primo.
Lo Y'CbCr non è uno spazio colore assoluto, ma è un modo di codificare l'informazione RGB, e i colori realmente visualizzati dipendono dai coloranti usati dal mezzo di visualizzazione. Di conseguenza, un valore espresso come è prevedibile solo se sono usati coloranti RGB standard o se un profilo colore ICC, è allegato o implicito.

## Fondamenti
I monitor video CRT sono pilotati dalla tensione elettrica dei segnali rosso, verde e blu, ma il trattamento dei segnali RGB non è efficiente per la registrazione e la trasmissione, essendo segnali molto ridondanti. Gli spazi colore come Y'CbCr vengono utilizzati per estrarre un segnale di luma (Y) che può essere registrato o trasmesso ad alta risoluzione e due componenti di crominanza (Cb e Cr) che possono essere ridotti in banda, sottocampionati, compressi o trattati in modo da ridurre la loro larghezza di banda, sfruttando il principio della percezioni visiva ridotta.

## Dettagli tecnici
I segnali Y'CbCr, prima di essere processati per ottenere un segnale in forma digitale, sono chiamati YPbPr, e sono creati dai corrispondenti primari RGB corretti in gamma usando due costanti Kb e Kr come segue:
```
 YPbPr (versione analogica dello Y'CbCr) da R'G'B'
 ====================================================
 Y' =  Kr * R'        + (1 - Kr - Kb) * G' + Kb * B'
 Pb = 0.5 * (B' - Y') / (1 - Kb)
 Pr = 0.5 * (R' - Y') / (1 - Kr)
 ....................................................
 R', G', B' in [0; 1]
 Y' in [0; 1]
 Pb in [-0.5; 0.5]
 Pr in [-0.5; 0.5]

```

{\displaystyle Y'=Kr*R'+(1-Kr-Kb)*G'+Kb*B'}
{\displaystyle Pb={\frac {1}{2}}*{\frac {B'-Y'}{1-Kb}}}
{\displaystyle Pr={\frac {1}{2}}*{\frac {R'-Y'}{1-Kr}}}
dove Kb e Kr sono derivati dalla definizione del corrispondente spazio colore RGB.
Qui, il simbolo primo (') significa una correzione di gamma applicata; di conseguenza, R', G' e B' hanno un'escursione nominale da 0 a 1, dalla minima intensità (nero) alla massima (bianco). Il valore luma (Y) risultante avrà un valore nominale da 0 a 1, e i valori di croma (Cb e Cr) da -0.5 a +0.5. È possibile ottenere il procedimento opposto invertendo le equazioni sopraelencate.
Quando sono rappresentanti in forma digitale, i risultati sono scalati e arrotondati, e di solito viene aggiunto un valore di offset. Per esempio, la scalatura e l'offset del componente Y' secondo le specifiche MPEG-2 risulta nel valore di 16 per il nero e 235 per il bianco nel caso di una rappresentazione a 8 bit. Lo standard prevede che i valori Cb e Cr digitalizzati a 8 bit scalino in una gamma da 16 a 240. Di conseguenza, la riscalatura della frazione (235-16)/(240-16) = 219/224 è necessaria all'interno della matrice colore o in qualunque processo sul segnale nello spazio colore YCbCr, che comporta distorsioni della quantizzazione.
La scalatura che risulta dall'uso di una gamma ristretta di valori digitali permette però la ripresa di valori di bianco e nero leggermente al di sopra e al di sotto del limite teorico senza clipping del segnale, comportando in pratica un'estensione del gamut nominale. Le parti estese sono chiamate in gergo headroom e footroom.

## Applicazioni televisive

### Definizione standard
La forma dello Y'CbCr definita nella specifica ITU-R BT.601 (in precedenza CCIR 601) per l'uso nel video a componenti digitale in ambito televisivo deriva dal corrispondente spazio colore RGB in questo modo:
```
 Kb = 0.114
 Kr = 0.299

```

Dalle formule riportate in precedenza, si deriva quanto segue:

Componenti analogici YPbPr:
```
 YPbPr (ITU-R BT.601)
 ========================================================
 Y' =     + 0.299    * R' + 0.587    * G' + 0.114    * B'
 Pb =     - 0.168736 * R' - 0.331264 * G' + 0.5      * B'
 Pr =     + 0.5      * R' - 0.418688 * G' - 0.081312 * B'
 ........................................................
 R', G', B' in [0; 1]
 Y' in [0; 1]
 Pb in [-0.5; 0.5]
 Pr in [-0.5; 0.5]

```

Digitalizzati per Y'CbCr:
```
 Y'CbCr (601) da R'G'B'
 ========================================================
 Y' = 16  + ( 65.481  * R' + 128.553  * G' +  24.966  * B')
 Cb = 128 + (-37.797  * R' -  74.203  * G' + 112.0    * B')
 Cr = 128 + (112.0    * R' -  93.786  * G' -  18.214  * B')
 ........................................................
 R', G', B' in [0; 1]
 Y'               in {16, 17, ..., 235}
     con footroom in {1, 2, ..., 15}
         headroom in {236, 237, ..., 254}
         sync.    in {0, 255}
 Cb, Cr           in {16, 17, ..., 240}

```

Se R', G' e B' hanno una precisione di 8 bit, allora
```
 YCbCr (601) da "R'G'B' digitale a 8 bit "
 ========================================================================
 Y' = 16  + 1/256 * (   65.738  * R'd +  129.057  * G'd +  25.064  * B'd)
 Cb = 128 + 1/256 * ( - 37.945  * R'd -   74.494  * G'd + 112.439  * B'd)
 Cr = 128 + 1/256 * (  112.439  * R'd -   94.154  * G'd -  18.285  * B'd)
 ........................................................................
 R'd, G'd, B'd in {0, 1, 2, ..., 255}
 Y'               in {16, 17, ..., 235}
     con footroom in {1, 2, ..., 15}
         headroom in {236, 237, ..., 254}
         sync.    in {0, 255}
 Cb, Cr           in {16, 17, ..., 240}

```

Questa forma di Y'CbCr è usata in primo luogo per i sistemi televisivi a definizione standard, poiché usa un modello RGB adatto all'emissione dei primi CRT. la trasformata equivalente inversa è:
```
 R'G'B' a 8 bit da YCbCr (601)
 =====================================================================
 R'd = ( 298.082 * Y'                + 408.583 * Cr ) / 256 - 222.921
 G'd = ( 298.082 * Y' - 100.291 * Cb - 208.120 * Cr ) / 256 + 135.576
 B'd = ( 298.082 * Y' + 516.412 * Cb                ) / 256 - 276.836
 .....................................................................

```

### Alta definizione
Un tipo differente di Y'CbCr è specificato nello standard ITU-R BT.709, per l'uso con sistemi ad alta definizione, basata su un modello RGB più adatto ai nuovi CRT e ai display più moderni. Questo nuovo tipo viene usato anche per display di computer. In questo caso, i valori Kb e Kr sono diversi, ma le formule sono le stesse. Le costanti per lo standard ITU-R BT.709 sono:
```
 Kb = 0.0722
 Kr = 0.2126

```

Si osservi che le definizioni per i primari R', G' e B' sono diverse tra gli standard BT.601 e BT.709, per cui una vera conversione da un tipo all'altro di YCbCr non è solo una questione matematica. In effetti, quando lo spazio colore YCbCr è usato correttamente, il valori Kb e Kr sono derivate dalle specifiche precise dei primari RGB, in modo tale che il segnale di luma (Y') corrisponde il più possibile alla luminanza corretta in gamma.

### Altri impieghi
Anche se quelle sopra elencate sono le forme principali, esistono altri tipi di Y'CbCr, per esempio lo standard SMPTE 240M specifica lo YCbCr con valori di Kb = 0.087 e Kr = 0.212.
Lo standard JPEG permette uno spazio colore Y'CbCr dove i valori Y', Cb e Cr hanno l'intera gamma di 256 valori:
```
 JPEG-Y'CbCr (601) da "R'G'B' digitale a 8 bit"
 ========================================================================
 Y' =       + 0.299    * R'd + 0.587    * G'd + 0.114    * B'd
 Cb = 128   - 0.168736 * R'd - 0.331264 * G'd + 0.5      * B'd
 Cr = 128   + 0.5      * R'd - 0.418688 * G'd - 0.081312 * B'd
 ........................................................................
 R'd, G'd, B'd   in {0, 1, 2, ..., 255}
 Y', Cb, Cr      in {0, 1, 2, ..., 255}

```

### Limiti tecnici
Dal momento che le equazioni alla base dello spazio colore sono definite in un modo che ruota tutto lo spazio colore RGB nominale e lo scala in uno spazio colore YCbCr (più ampio), ci sono alcuni punti dello spazio colore YCbCr che non possono essere rappresentati nel corrispondente dominio RGB. Questo causa alcuni problemi riguardo a come correttamente interpretare e visualizzare alcuni segnali.